# Грушівка (притока Тузлової)
Грушівка (рос. Грушевка)- ліва й найбільша притока Тузлової, що є правою притокою Аксая, — правого рукава Дону. У 1920—1924 роках була частиною УСРР.
Плине по рівниному степу Ростовською областю у:
- Красносулінському районі (Табунщіково),
- місті Шахти (місцевість Власівка, центр Шахт над правим берегом, нижче — місцевість Попівка),
- Октябрському районі (Качкан, Новокадамово, Каменоломні, Зарічний, Красногорняцьке, Новосвітловське, Верхнєгрушевський, Козацькі Лагері, Красюковська, Персіановська),
- місті Новочеркаськ (місцевість Октярське),
- Аксайському районі (впливає у Тузлову навпроти Грушевської).

Нижче Каменоломні річка колінувата. На Грушівці ставки й водосховища. Артемівське водосховище зведене у кінці 1920-их років використовує воду для охолодження Шахтинської ГРЕС.
Станом на 2010 рік Грушівська вода була одною з найнеякісніших водою у Ростовській області.
Притоки:
- Атюхта — права, у місті Шахти,
- Семибалочна — ліва, впливає у смт Каменолоні
- Турбута — права, у Привольного хутора
- Аюта — права, у Староковильного селища,
- Сусол — права, на південному заході від Яново-Грушевського хутора[2].

У джерелах вперше річка згадана за 1822—1832 рік:
б) Pічки, що надають води свої Аксаю: З правої сторони: 2) Тузлова. У неї впадають з лівої сторони: d) Грушівка, у яку впадають Атюкта, Аюта й Сумала.
У річці виявлені залишки першої жертви серійного вбивці Чикатило.